# Renfrew Creamery Kings
Renfrew Creamery Kings byl profesionální kanadský klub ledního hokeje, který sídlil v Renfrew v provincii Ontario. V letech 1910–1911 působil v profesionální soutěži National Hockey Association. Své domácí zápasy odehrával v hale Renfrew Hockey Arena. Po zániku v roce 1911 byla práva v NHA prodána Torontu Tecumsehs.
Nejznámějším hráčem, který v klubu působil, byl Newsy Lalonde.

## Umístění v jednotlivých sezonách
Stručný přehled
Zdroj: 
- 1909–1910: Federal Hockey League
- 1910–1911: National Hockey Association

Jednotlivé ročníky
Zdroj: 
Legenda: Z - zápasy, V - výhry, VP - výhry v prodloužení, R - remízy, P - porážky, PP - porážky v prodloužení, VG - vstřelené góly, OG - obdržené góly, +/- - rozdíl skóre, B - body, KPW - Konference Prince z Walesu, CK - Campbellova konference, ZK - Západní konference, VK - Východní konference, fialové podbarvení - reorganizace, změna skupiny či soutěže
| Kanada (1909 – 1911) |      |        |    |   |    |   |    |   |    |     |     |    |        |          |
| Sezóny               | Liga | Úroveň | Z  | V | VP | R | PP | P | VG | OG  | +/- | B  | Pozice | Play-off |
| 1909                 | FHL  | –      | 6  | 6 | –  | 0 | –  | 0 | 93 | 26  | +67 | 12 | 1.     | –        |
| 1910                 | NHA  | –      | 12 | 8 | –  | 1 | –  | 3 | 96 | 54  | +42 | 17 | 3.     | –        |
| 1910/11              | NHA  | –      | 16 | 8 | –  | 0 | –  | 8 | 91 | 101 | -10 | 16 | 3.     | –        |